# Jocurile Mondiale Universitare
Jocurile Mondiale Universitare, pănă în 2020 Universiada, sunt o competiție internațională multi-sportivă organizată de Federația Internațională a Sportului Universitar (FISU) pentru atleții studenți. Numele „universiada” a fost o combinație între numele „universitate” și „olimpiadă”.

## Criterii de eligibilitate
Sportivi eligibili trebuie:
- să fie cetățeni din țara pe care o reprezintă;[5]
- să aibă vârsta peste 18 ani și până la 25 de ani pe 31 decembrie a anului în curs;[5]
- să fie în cursul unor studii pentru obținerea unei diplome din cadrul unei universități sau unei instituții de învățământ superior recunoscute de autoritatea academică națională competentă, sau să fie foști studenți ai acestor instituții, care și-au obținut diploma în anul anterior.[5]

## Lista edițiilor
| An   | Jocurile | Universiada de vară              | Jocurile | Universiada de iarnă                               |
| ---- | -------- | -------------------------------- | -------- | -------------------------------------------------- |
| 1959 | I        | Torino, Italia                   |          | —                                                  |
| 1960 |          | —                                | I        | Chamonix, Franța                                   |
| 1961 | II       | Sofia, Bulgaria                  |          | —                                                  |
| 1962 |          | —                                | II       | Villars, Elveția                                   |
| 1963 | III      | Porto Alegre, Brazilia           |          | —                                                  |
| 1964 |          | —                                | III      | Špindlerův Mlýn, Cehoslovacia                      |
| 1965 | IV       | Budapesta, Ungaria               |          | —                                                  |
| 1966 |          | —                                | IV       | Sestriere, Italia                                  |
| 1967 | V        | Tokyo, Japonia                   |          | —                                                  |
| 1968 |          | —                                | V        | Innsbruck, Austria                                 |
| 1970 | VI       | Torino, Italia                   | VI       | Rovaniemi, Finlanda                                |
| 1972 |          | —                                | VII      | Lake Placid, Statele Unite                         |
| 1973 | VII      | Moscova, Uniunea Sovietică       |          | —                                                  |
| 1975 | VIII     | Roma, Italia                     | VIII     | Livigno, Italia                                    |
| 1977 | IX       | Sofia, Bulgaria                  |          | —                                                  |
| 1978 |          | —                                | IX       | Špindlerův Mlýn, Cehoslovacia                      |
| 1979 | X        | Ciudad de México, Mexic          |          | —                                                  |
| 1981 | XI       | București, Romania               | X        | Jaca, Spania                                       |
| 1983 | XII      | Edmonton, Canada                 | XI       | Sofia, Bulgaria                                    |
| 1985 | XIII     | Kobe, Japonia                    | XII      | Belluno, Italia                                    |
| 1987 | XIV      | Zagreb, Iugoslavia               | XIII     | Štrbské Pleso, Cehoslovacia                        |
| 1989 | XV       | Duisburg, Germania de Vest       | XIV      | Sofia, Bulgaria                                    |
| 1991 | XVI      | Sheffield, Regatul Unit          | XV       | Sapporo, Japonia                                   |
| 1993 | XVII     | Buffalo, Statele Unite           | XVI      | Zakopane, Polonia                                  |
| 1995 | XVIII    | Fukuoka, Japania                 | XVII     | Jaca, Spania                                       |
| 1997 | XIX      | Sicilia, Italia                  | XVIII    | Muju / Jeonju, Coreea de Sud                       |
| 1999 | XX       | Palma de Mallorca, Spania        | XIX      | Poprad / Tatry, Slovacia                           |
| 2001 | XXI      | Beijing, China                   | XX       | Zakopane, Polonia                                  |
| 2003 | XXII     | Daegu, Coreea de Sud             | XXI      | Tarvisio, Italia                                   |
| 2005 | XXIII    | İzmir, Turcia                    | XXII     | Innsbruck, Austria                                 |
| 2007 | XXIV     | Bangkok, Thailanda               | XXIII    | Torino, Italia                                     |
| 2009 | XXV      | Belgrad, Serbia                  | XXIV     | Harbin, China                                      |
| 2011 | XXVI     | Shenzhen, China                  | XXV      | Erzurum, Turcia                                    |
| 2013 | XXVII    | Kazan, Rusia                     | XXVI     | Trentino, Italia                                   |
| 2015 | XXVIII   | Gwangju, Coreea de Sud           | XXVII    | Granada, Spania / Štrbské Pleso, Osrblie, Slovacia |
| 2017 | IXXX     | Taipei, Taiwan                   | XXVIII   | Almaty, Kazahstan                                  |
| 2019 | XXX      | Napoli, Italia                   | XXIX     | Krasnoiarsk, Rusia                                 |
| 2021 | XXXI     | Chengdu, China                   | XXX      | Lucerna, Elveția                                   |
| 2023 | XXXI     | Chengdu, China                   | XXX      | Lake Placid, Statele Unite                         |
| 2025 | XXXII    | Rin-Ruhr, Germania               | XXXI     | Torino, Italia                                     |
| 2027 | XXXIII   | Chungcheong, Coreea de Sud       |          |                                                    |
| 2029 | XXXIV    | Research Triangle, Statele Unite |          |                                                    |

## Clasament pe medalii
La 12 aprilie 2015.
| Loc | Țară                       | Aur | Argint | Bronz | Total |
| --- | -------------------------- | --- | ------ | ----- | ----- |
| 1   | Statele Unite ale Americii | 456 | 392    | 354   | 1202  |
| 2   | Uniunea Sovietică          | 409 | 329    | 253   | 991   |
| 3   | China                      | 385 | 259    | 232   | 876   |
| 4   | Rusia                      | 377 | 294    | 315   | 956   |
| 5   | Japonia                    | 261 | 268    | 337   | 866   |
| 6   | Italia                     | 163 | 177    | 211   | 551   |
| 7   | Coreea de Sud              | 155 | 149    | 161   | 455   |
| 8   | Ucraina                    | 154 | 153    | 153   | 460   |
| 9   | România                    | 144 | 122    | 137   | 403   |
| 10  | Germania                   | 107 | 144    | 190   | 441   |

## Legături externe
Materiale media legate de Universiada la Wikimedia Commons
- en  Site web oficial